# Тессе, Рене-Ман де Фруле (1736—1814)
Рене-Ман де Фруле (фр. René-Mans de Froulay; 9 октября 1736, Ле-Ман — 21 января 1814, Париж), граф де Тессе, гранд Испании 1-го класса — французский государственный и военный деятель.

## Биография
Сын Рене-Мари де Фруле, маркиза де Тессе, и Мари-Жанны де Бетюн.
Маркиз де Лаварден, сеньор-шателен Фруле, виконт д'Амбриер и де Верни.
30 мая 1752 вступил в полк жандармов Франции, кампмейстер Королевского Хорватского полка (1755). Участвовал в Семилетней войне. К началу революции был в чине генерал-лейтенанта.
Наследовал деду в должности генерального наместника Мена, Перша и Лаваля, а также был отдельно губернатором Ле-Мана.
2 февраля 1776 был пожалован в рыцари орденов короля. Цепь ордена Святого Духа получил 26 мая.
28 мая 1789 был избран депутатом Генеральных штатов от бальяжа Мена. Продемонстрировал сильную враждебность к реформам, пытался защищать королевские прерогативы. Состоял в комитете по доходам. 11 февраля 1790 получил отпуск, 5 мая сложил депутатские полномочия.
Эмигрировал. Вернулся при Консульстве и больше не участвовал в общественной жизни.

## Семья
Жена (26.06.1755): Адриенна-Катрин де Ноай (24.12.1741—1.02.1814), дочь герцога Луи де Ноая и Катрин-Франсуазы-Шарлотты де Коссе-Бриссак. Брак бездетный